# Abbaye de Naumburg
L'abbaye de Naumburg est une ancienne abbaye bénédictine à Nidderau, dans le Land de Hesse et le diocèse de Paderborn. Elle est placée sous le vocable de Saint-Cyriaque.
Un château de Naumburg (de) fut reconstruit à la place.

## Historique
Le monastère a été mentionné la première fois en 1035 sous le nom de Nuwenburg. Le prévôt est en possession impériale jusqu'en 1086, quand Henri IV du Saint-Empire le remette à l'évêque de Spire Rüdiger Hutzmann. Ce suffixe de Burg laisse penser qu'il était dans un château-fort.
Le prévôt est la propriété de l'évêché de Spire jusqu'en 1146. L'évêque Günther von Henneberg (de) donne le prieuré détruit par la guerre à l'abbaye de Limburg.
Le petit monastère de Naumburg est alors occupé avec un peu plus de sept ou huit moines bénédictins. Au début, il y a une petite chapelle, qui reste après l'édification de l'église abbatiale plus tard comme chapelle Notre-Dame. Il y a une relique de la Sainte Croix.
Les moines viennent surtout de la noblesse locale et plus tard probablement des familles riches de la classe moyenne, dont les dons contribuent à l'existence du monastère. En 1356, le monastère est assez riche pour acquérir le Fronhof (de) d'Eichen. À Bruchköbel, Kesselstadt et Oberissigheim, l'abbaye a jusqu'en 1561 le droit de désigner le prêtre, ce qui explique l'arrivée tardive de la Réforme protestante dans ces villages.
Le monastère devient l'intérêt d'états émergents et concurrents, le burgraviat de Friedberg et le comté d'Hanau (de). Après la victoire des burgraves de Friedberg, entre autres contre la ville impériale de Francfort, ils sont finalement récompensés en 1475 par la souveraineté sur le Freigericht de Kaichen. Hanau assure un Vogt sur Naumburg. En 1412, Hanau aide avec des dons, quand le monastère est endetté. Les documents du monastère sont mis en sécurité en temps de guerre à Hanau ou au château de Windecken (de).
L'abbaye de Naumburg est détruite en 1504 lors de la guerre de Succession de Landshut. L'abbaye-mère de Limburg ne peut pas aider à la reconstruction, car elle est également détruite. La reconstruction a lieu avec l'aide de l'abbaye de Seligenstadt.
La vie monastique décline alors. Le théologien Erasmus Alberus raconte les disputes sur l'usage du moulin, ce qui favorisera l'apparition de la Réforme protestante. Le burgraviat de Friedberg et le comté de Hanau se livrent encore à une guerre d'influence.
Pour tenter de clarifier ces différends, on rédige un polyptyque (de), document richement illustré, qui se trouve aujourd'hui aux Archives d'État de Hesse à Marbourg. La propriété du monastère est estimée et liquidée en 1514 pour éviter de futurs conflits. Il est scellé par le burgrave de Friedberg.
La Réforme protestante arrive dans le comté de Hanau-Münzenberg à partir de 1528 progressivement. De même, les membres du château de Friedberg, majoritairement protestante, ont l'occasion d'accéder à la propriété du monastère. Les deux parties demandent la dissolution du monastère. Après des négociations difficiles, les comtes de Hanau réussissent en 1561 à acquérir la propriété. Friedberg essaie d'entraver l'achat de Hanau au début, ce qui explique pourquoi le palatinat du Rhin en tant que patron de l'abbaye de Limburg doit donner son consentement. L'achat est conclu entre Philippe III de Hanau-Münzenberg (de) et l'abbé Johann Bingenheim, décédé en 1558. Mais seul le consentement du comte Palatin Frédéric III du Palatinat, qui n'a lieu que le 14 mars 1561 à Heidelberg, efface le dernier obstacle. C'est le dernier gain territorial majeur dans l'histoire du comté de Hanau-Miinzenberg.
Friedberg continue à considérer la propriété du monastère comme faisant partie du Freigericht malgré l'achat. Ces disputes restent plus tard dans la faide de Naumburg (de). Après la guerre de Trente Ans, le vignoble est promis par le comté de Hanau au landgraviat de Hesse-Cassel. Le château actuel (de) date de cette époque. Au cours de sa construction entre 1750 et 1754, une grande partie du bâtiment du monastère encore existant est démoli.

## Source
- (de) Cet article est partiellement ou en totalité issu de l’article de Wikipédia en allemand intitulé « Cyriacuskloster Naumburg » (voir la liste des auteurs).